# Бакировский заказник
«Бакировский заказник» (укр. Бакирівський заказник) — часть Гетьманского национального природного парка (с 2009 года), гидрологический заказник (1977—2009), расположенный на границе Ахтырского, Великописаревского и Тростянецкого районов (Сумская область, Украина). 
Площадь — 2 606 га.

## История
Заказник был создан в Постановлением Совета министров УССР от 19 июля 1977 года № 198. В 2009 году вошёл в состав нового Гетьманского национального природного парка.

## Описание
Заказник создан с целью охраны водно-болотных угодий и луговых комплексов в пойме реки Ворскла.
Ближайший населённый пункт — сёла Бакировка и Катанское, город — Ахтырка.

## Природа
Вдоль берегов меандрированного русла реки и стариц произрастают тростник и рогоз (широколистный и узколистный). Растительность представлена преимущественно пойменными лугами, а также болотной растительностью. Среди краснокнижных растений здесь встречается пальчатокоренник майский.
В зарослях прибрежной растительности обитают цапля (серая, рыжая, белая), большая выпь, малая выпь. Заказник является местом гнездования птиц. Встречаются выдры, ондатры. Украинская минога и выдра речная занесены в Красную книгу Украины.